# 牛載坤
牛载坤（1886年6月25日—1934年6月5日），字厚泽，甘肅省狄道縣八松庄（今康樂縣八松鄉）人，中國教育家、實業家、慈善家暨政治人物。

## 生平
牛载坤出生清寒，1903年，考取清朝狄道縣廪生，不久又考取甘肃文高等学堂。1906年，喪母，校方借口他母不丁忧，被开除学籍。牛载坤只好将一部四书珍本以九兩賣出作为路费，西奔投靠在新疆的大兄，之後在乌鲁木齐教书为生。1909年，清廷培养测绘人员，责各省保送学员。牛载坤考取後，经西伯利亚铁路转南满铁路到达北京，入京师大学堂学习测绘。

### 正本书社经理時期
1913年，牛載坤在兰州集资创办「正本书社」，任经理，還与上海商务印书馆签订合同，销售商务出版的中小学课本及各种杂志期刊。他不畏壓力，讓《新青年》在甘肃可代销。时任《大公报》记者、《西北丛编》作者林竞，在与牛载坤作采访交谈后，讚為“甘肃艰苦卓绝之实行家”。

### 甘肃省教育会长時期
1913年，牛载坤和系文高等时同学水梓邀集甘肃教育界人士，乡邀集同仁，筹募资金，兴办教育，在家乡八松庄办起“树风学校”，并致信张謇请题写校名匾额和“坚苦自立、忠实不欺”的八字校训。該校文革時易名为“八松小学”。他办起十六所风化小学，为便于宣传募款，留胡须以示老成。1914年共同筹建办起「甘肃省教育会」。同年八月，牛载坤应周务学之邀，與周希武等人赴青海玉树勘界测绘，1915年歸來兰州。《玉樹調查記》有詳細記載。
1916年，牛载坤任甘肃省教育会长，与全省教育界名流共同努力，共办起八所师范学校。1917年，筹办手工传习所，设毛编、制革、地毯三科，后改称省立工艺学校，為兰州理工大学的前身。1918年赴日本考察实业教育。
1919年，回兰州工艺学校改名为省立工业学校，牛载坤任校长一年兩個月。

### 甘肃织呢公司坐办時期
左宗棠在甘肃首创的「甘肃织呢总局」曾因亏损而停办，到1920年又恢复生产，改为官商合办，改称「甘肃织呢公司」。当局任命邓隆为总办，牛載坤任坐办（即副经理）。当时织出的黄色呢子和驼毛毯风行一时。但日久，公司又成官僚机构，用人不当，贪污盗窃横行，连年亏损，牛载坤遂忿而1923年辞职。

### 甘肃省營行协理時期
牛载坤离开织呢公司后，1924年被当局派去筹办甘肃省银行。白应泰任经理，牛载坤和王遵先任协理。
1925年與眾人創立私立陇右公学，為日後的兰州市第八中学。
国民军入甘，为筹措军费，向银行借款，牛载坤和白应泰清楚實有借无还，便通知存户，连夜都将存款提走，库存一空。当局借款不着，衔恨不已，導致牛載坤1926年被迫辞去银行协理职务。

### 陷害械押兰州時期
1926年，受临洮县长牛鸿之托，到临洮北乡建设新民川工程。但因冯玉祥为东抗蒋军，西靖后方，而向地方军阀进军，引起地方大规模骚动，并挑起回汉仇杀，工程被迫停止。牛载坤也回到八松故居。
这年冬天，牛载坤遭陷害诬告指為反动政客，遂被主甘督办刘郁芬械押兰州，同捕的还有杨世昌、龙育若等共五人。经多方营救，声明牛载坤系教育家、实业家而非政客。牛载坤在狱中起草《振兴甘肃毛业计划书》，由杨世昌楷书誊清，呈送刘郁芬。刘加以审查后，请示驻在宁夏的冯玉祥。冯复电同意释放，但不得擅离兰州。牛载坤出狱后，寄住友人处，一方面兴办济贫工厂，实行以工代赈，救济难民两千余人。经刘郁芬进一步审查，始允许回籍探亲。嗣因地方变乱扩大，家乡遍遭横祸，遂又返兰。

### 陇右实业待行社社長時期
1926年冬，刘尔忻负责兰州八社产业，让牛载坤担任「陇右实业待行社」社长。牛载坤根据自己办理济贫工厂的经验，制做大批棉毛脚踏纺线车，招收兰市贫民纺毛线、织毛衣毛袜，扩大到织毛巾、栽地毯、褥子、做肥皂，以助兰市贫民。

### 南京募款賑災時期
冯玉祥进军河州与马麒等作战时，引起回汉人民冲突。牛载坤主张乡民自卫，组织武装，保护乡民撤到洮河以东。此举赢得乡民的拥护，但误传牛載坤担任国民军团长，以致引起穆斯林上层人士的不满。他遂离开家。
1927年以来，甘肃大旱三年，加之兵连祸接，死亡达二三百万人之多。当局成立赈务委员会，派水梓(已在南京)和牛載坤为灾民代表，赴京沪呼吁求赈。两人在南京上海一带，募得赈款立即汇兰，募得衣物也立即雇汽车运兰，并不时公布帐目。他们在京沪奔走三年，募得赈款十数万元，赈物无算，救活灾民不少。
1930年，冯阎倒蒋，中原大战，牛載坤无法回甘。
1931年，南京遭受水灾，牛載坤又投入抢救灾民工作，在鸿泰岗举办灾民收容所，募集救灾物资，亲驾小船给灾民散发食物衣服。对在加工食品时偷工减料和贪污救济现象，深恶痛绝，对作弊人员，严加审斥。
在滞留南京期间，牛載坤曾受蒙藏委员会委员长马福祥派遣去内蒙包头一带解决蒙汉纠纷。他细心调查了解，开诚布公地往返磋商，达到双方满意和解，受到各方赞许。
牛載坤在南京结识教育家陶行知，非常钦佩陶氏，遂和其大侄牛孝威等人入晓庄师范学习。他也拜中医师施今墨為師。后来，晓庄师范因主张民主，被蒋介石强行解散，牛載坤遂令牛孝威跟施今墨学习中医。牛孝威后来回甘，终成名医。牛載坤也与中央国医馆馆长焦易堂相善，一起想在甘肃成立国医分馆。
冯阎倒蒋失败后，蒋介石派邵力子任甘肃省主席，水梓返甘任教育厅长。牛載坤将赈务工作告一段落后，也返回甘肃。他為发展医疗事业，打算再去南京接洽，行至甘肅平凉被劫一空，东行不成，二次返兰。

### 甘肅省图书馆馆长時期
牛載坤当时生活无着，1932年由水梓推荐任省图书馆馆长，奉令將「甘肅省公立圖書館」改名為「甘肅省立圖書館」，任內大加整顿，又采办新书，扩大阅览室及借书业务，延长开放时间。
同年，牛载坤在兰州正式成立“甘肃国医分馆”，邀请柯与参、权爱棠等名医，开展医疗活动和医务人员培训。

### 民勤县縣長時期
1933年，牛载坤莅任民勤县县长，带领群众疏浚原有水道，並从兰州聘来能工巧匠，大量制造木刮子，利用畜力汲水灌田。他制定造林计划，从其他地区购买大量槐、榆树种，分发各乡和城周围栽植。东关水车园一带，树木葱茏，郁郁成荫。他也引進腳踏紡毛車，在當地辦毛業傳習所；又托人从兰州采购牛痘苗，亲自示范给群众接种。
马步青骑五军有一軍团駐民勤縣，不时找县政府要粮款及拉夫派差。牛载坤虚实应付。姓馬的团长得寸进尺，有一次竟要大车兩百辆、民夫数百人。牛载坤坚决不派，说：“要马车，我有一辆，可以拉走，百姓的一辆也不给。”馬团长即派一位营长来叫牛县长去团部。
當時，牛载坤当走到街十字时，驻足向群众大喊：“我是你们的县长，马团长要我派二百辆大车、几百民夫。我没有接到上级指示，有责任保护百姓，坚决不答应。无论我的吉凶如何，我不在乎，请父老乡亲们知道真相。”说毕，坐於地，把帽子放在旁边，岿然不动。一时围观者擁至，议论纷纷。该营长慑于群众威力，恨恨而去。牛载坤也回到县府。群众中不少人感动得掉泪。马步青则怀恨在心。
1934年6月，牛载坤因安葬先君回故里，在武威等候數日，因有人作梗，买不到汽车票，不得已便雇马车起程。6月5日凌晨，车经永登境内哈家咀，牛载坤突遭暴徒袭击，身中四弹，皆中要害，年仅48岁。

## 身後
牛载坤遇难后，省府即派汽车把遗体连夜运到兰州，厝于荣光寺。邓宝珊将军亲临吊唁，说：“牛先生太迂了，忠厚有余，而应变不足。”各界人士集资修建牌坊，额题“甘棠遗爱”。
遗著有《五十年来中国之毛业》、《水利之研究》等。
2010年，康乐县八松乡樹風學校豎立牛载坤塑像，其子孫牛晋龄也去當地演講。

## 逸事
- 周希武曾赋五古一首以纪玉树行，中有「我与牛八松，同卧背相切，中宵寒彻骨，交股犹无热...」牛載坤系八松庄人，故称牛八松[1]。

- 陆洪涛任甘肃督军时，为搜刮民财，重开烟禁，並暗地贿赂反對士绅，每人送一万元。很多士绅都接受了贿赂，唯牛載坤和水梓二人拒绝接受，引起陆的不安，欲加害。水梓出面向陆提出：「大帅给我们的钱，我们心领了，不过我们不愿自得，愿拿出来办学校，希望大帅慨解义囊，多资助些。」陆被迫答应给十万元，实际上只给两万元，约相当于贿他人之数。他们即利用此款在小西湖东边置校址，修建校舍教室，此為创建陇右公学的开始[1]。

- 兰州市中药店有一传统陋习，卖药不配生姜。牛載坤登门质问药店经理：「生姜是不是药？《本草纲目》上有没有？你们制药是不是按雷公炮制法？」经辩论说服，终于革除不卖生姜的陋习[1]。

- 1933年春，邵力子去京不在，由绥靖主任邓宝珊代主甘政。为和宁夏、青海加强联系，邓宝珊请牛載坤代表省府去宁夏一行。當他去宁夏后，马鸿逵表面客气，在对牛載坤隆重送行后，即派人随后跟踪。牛載坤乘马车赶路，本想到一条山打尖，后来改变主意，要乘机去琐罕堡看望朋友，遂从另一条路去。追踪的人到一条山，打问不出，又转到琐罕堡众打问时，群众见问得蹊跷，没有告诉真况，牛載坤得脱险而归。[1]另一說是匪徒欲劫杀[12]。

- 民勤縣長任职期间，由于爱民心切，民眾对牛載坤不称县长而呼「牛爷」[1]。

## 家庭
子為牛宏。孫為蘭州大學教授牛耀龄、牛晋龄。